# 3436 Ibadinov
3436 Ibadinov eller 1976 SS3 är en asteroid i huvudbältet som upptäcktes den 24 september 1976 av den rysk-sovjetiske astronomen Nikolaj Tjernych vid Krims astrofysiska observatorium på Krim. Den har fått sitt namn efter den sovjetiske och tadzjikiske astrofysikern Hursandkul Ibadinov (född 1944).
Asteroiden har en diameter på ungefär åtta kilometer och den tillhör asteroidgruppen Koronis.